# Bassano Virtus
Bassano Virtus 55 Soccer Team är en fotbollsklubb från Bassano del Grappa i Veneto. Klubben ägs av Renzo Russo, grundare av klädmärket Diesel.
Klubben bildades 1920 som US Bassano. Sitt nuvarande namn fick man 1996 då Renzo Russo inkluderade sitt födelseår, 1955, i lagets namn. 